# Кратов, Магомед Вадимович
Магоме́д Вади́мович Кра́тов (укр. Магомед Вадимович Кратов; 30 июня 2004, Судак) — украинский футболист, защитник одесского «Черноморца».

## Биография
Родился в городе Судак, Автономная Республика Крым. Воспитанник академии киевской «Звезды». В ДЮФЛУ с 2017 по 2021 год выступал за столичные клубы «Звезда», ДЮСШ-26, «Смена-Оболонь» и «Локомотив». В футболке «железнодорожников» дебютировал на взрослом уровне 15 августа 2023 года в проигранном (0:2) домашнем поединке 3-го раунда кубка Украины против киевского «Левого берега». Магомед вышел на поле на 81-й минуте вместо Даниила Сидоренко. Во Второй лиге Украины дебютировал 20 августа 2023 года в проигранном (0:2) домашнем поединке 3-го тура против запорожского «Металлурга-2». Кратов вышел на поле на 26-й минуте вместо Олега Козишкурта. Первым голом на профессиональном уровне отличился 11 ноября 2023 года на 20-й минуте победного (5:0) домашнего поединка 17-го тура Второй лиги Украины против одесского «Реала Фармы». Магомед вышел на поле в стартовом составе и отыграл весь матч. В составе Локомотива сыграл 20 матчей (2 гола) во Второй лиге Украины и 1 поединок в кубке Украины.
В середине октября 2024 года отправился на просмотр в «Черноморец». 18 января 2025 года подписал контракт с «моряками» по системе 1+1. Дебютировал за новый клуб 21 февраля 2025 года в Премьер-лиге в выигранном (2:1) поединке против ковалёвского «Колоса», Кратов вышел в стартовом составе и отыграл весь матч.